# Собор Успения Божией Матери (Тараз)
Собо́р Успе́ния Бо́жией Ма́тери (каз. Құдай Aнасының Өспен соборы; разговорное — Успе́нский собо́р) — православный собор Чимкентской и Таразской епархии Русской православной церкви (РПЦ), расположенный в городе Тараз (до 1997 года — Жамбыл, до 1993 — Джамбул), на проспекте Толе би (ранее — ул. Коммунистическая), 81а.

## История
Строительство собора, — происходило главным образом по инициативе настоятеля Покровской церкви города Тараз, протоиерея отца Бориса (в миру — Борис Киняк), предложивший в 1990 году возвести в центре города ещё один православный храм. Так, 13 сентября была отведена земля под строительство церковного собора, а 26 декабря 1993 года собор был освящён архиерейским чином в честь Успения Пресвятой Богородицы. Полностью здание церкви, со всеми внутренними хозяйственными постройками, было завершено в 1998 году. 
23 января 1998 года был освящен нижний предел собора, в честь преподобного Нила Столобенского. Храм освящен малым чином. В нём совершаются службы по Великим праздникам и Таинство Крещения.
9 ноября 2004 года на городском кладбище был выделен участок для строительства часовни, которая была построена в 2006 года. Освящена часовня малым чином 12 апреля 2007 года в честь великомученика Георгия Победоносца. В ней совершаются отпевания и панихиды.

## Описание
В каркасе собора использованы: железобетон, кирпич и дерево; купола — покрыты листовым железом. Росписью храма занимался жамбылский художник Сергей Михальцов.

### Размеры[3]
Конструктивные характеристики
- Высота собора — 21 м, с куполами — 36, с колоколами — 41 м.

Купола были установлены московскими мастерами. 

### Колокола[3]
Всего — 7 штук. Масса самого большого колокола — 500 кг. 
Колокола были сделаны в Воронежской области России.